# Ehrengold

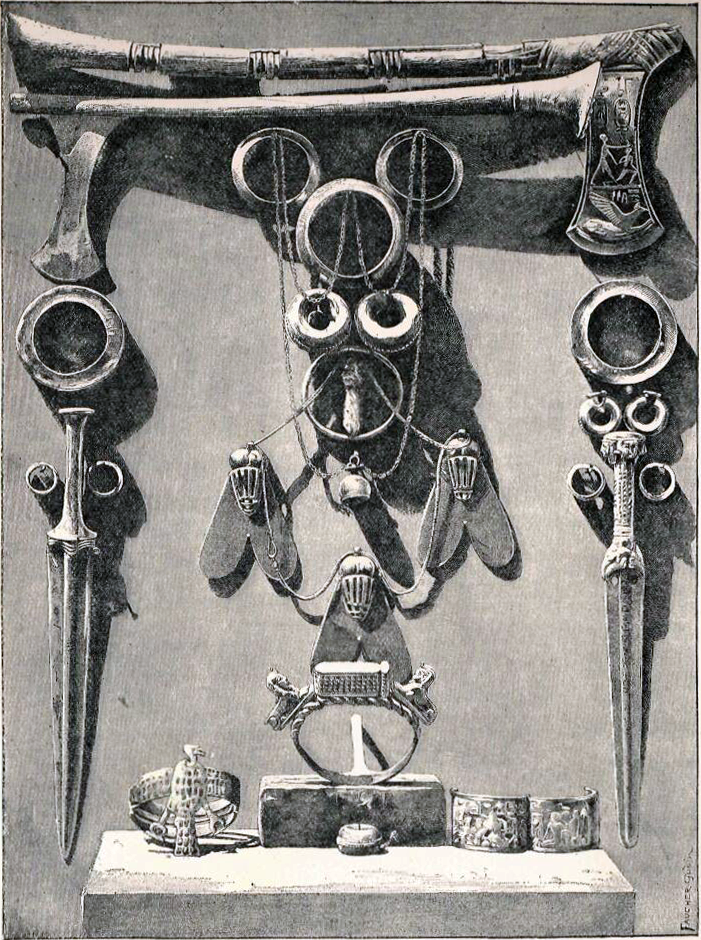
Grabbeigaben der Ahhotep, in der Mitte das Ehrengold mit drei Fliegen

Das Ehrengold ist eine besondere, vom altägyptischen König verliehene Auszeichnung für seine Untergebenen. Sie wurde für herausragende Leistungen sowohl an Offiziere als auch an nicht-militärische Personen wie etwa hohe Beamte, Expeditionsleiter oder Mitglieder des Königshauses verliehen. Bei der Auszeichnung handelte es sich vorwiegend um Halskragen (Schebiu), Armreifen, Fliegen- und Löwenanhänger oder Schmuckherzen aus Silber und Gold. Die Verleihungen fanden bei großen Veranstaltungen an mehrere Personen gleichzeitig statt und werden im Neuen Reich häufig in amarnischen oder thebanischen Privatgräbern dargestellt. Gezeigt wird meist, wie sich der König aus seinem Erscheinungsfenster lehnt und die Stücke zuwirft oder den zu Ehrenden umlegen lässt.
Die ältesten Darstellungen für die Überreichung von Schmuck an hohe Beamte finden sich auf Sonnenheiligtümern des Sahure und Niuserre. In Gräbern der 5. und 6. Dynastie werden auch Weber und Weberinnen für die Aushändigung ihrer Ware mit Schmuck belohnt. Der Beamte Sabni erhielt unter Pepi II. erstmals eine Auszeichnung für die Leitung einer Expedition nach Nubien. Im Neuen Reich nehmen die Nennungen stark zu. Ahmose, Sohn der Ibana, der zu Beginn der 18. Dynastie gegen die Hyksos kämpfte und später die ägyptische Kriegsflotte führte, bekam die Auszeichnung gleich sieben Mal. Der Schatz der Königin Ahhotep I. enthielt fast alle Bestandteile des Ehrengoldes. Seit Amenophis II. und immer häufiger in der Ramessidenzeit werden Könige beim Tragen des Schmuckes dargestellt. Die schebiu-Halskragen, bei denen es sich um mehrreihige Perlenketten handelt, finden sich zu dieser Zeit daneben auf Götterbildern und -barken.